# Boston Corbett
Thomas P. "Boston" Corbett (Londres, 29 de enero de 1832-Hinckley, Minnesota, dado por muerto el 1 de septiembre de 1894) fue un soldado estadounidense del Ejército de la Unión que disparó y mató al asesino de Abraham Lincoln, John Wilkes Booth. Desapareció después de 1888, pero la evidencia circunstancial sugiere que  murió en el Gran incendio de Hinckley, el 1 de septiembre de 1894, aunque esto sigue siendo imposible de corroborar.

## Primeros años
Nacido en 1832 en Londres, en 1839 su familia emigró a Nueva York y de joven fue aprendiz de sombrerero, profesión que ejercería intermitentemente a lo largo de su vida. Como sombrerero, Corbett se vio expuesto a los vapores de mercurio que se usaban para curtir las pieles con las que se confeccionaba el fieltro de los sombreros. El envenenamiento progresivo por esta sustancia puede provocar alucinaciones, psicosis y contracciones (entonces conocidas como "sacudidas del sombrerero"). Los historiadores especulan que los problemas mentales que Corbett exhibió antes y después de la guerra pueden haber tenido esta causa.
Después de trabajar un tiempo como sombrerero en Troy, Nueva York regresó a la gran ciudad y se casó. Su esposa y el bebé murieron en el parto. Corbett, abatido por la pérdida, se trasladó a Boston y comenzó a beber en exceso. Tras una noche de copas, se enfrentó a un predicador callejero, cuyo mensaje lo persuadió de unirse a la Iglesia Metodista Episcopal. De inmediato dejó de beber y se volvió muy devoto, haciéndose bautizar y tomando el nombre de 'Boston' por la ciudad donde se produjo su conversión. Asistía regularmente a las reuniones en la iglesia y su entusiasmo le valió el apodo entre los feligreses de 'el hombre de la Gloria de Dios'. En su afán por imitar a Jesús, se dejó el cabello muy largo (tuvo que cortárselo al ingresar en el ejército).
En 1857 entró a trabajar en la tienda de un sombrerero en Washington Street, en el centro de Boston. Según se informó, era hábil en su oficio, pero dejaba de trabajar con frecuencia para orar y predicar a sus compañeros de trabajo. También empezó a trabajar como predicador callejero, sermoneando y distribuyendo folletos religiosos. Pronto se ganó una reputación en la ciudad como "excéntrico" local y fanático religioso. El 16 de julio de 1858, Corbett recibió la propuesta de dos prostitutas cuando regresaba a casa después de una reunión en la iglesia. Profundamente perturbado por el encuentro, al llegar a su cuarto en la pensión, leyó los versículos 18 y 19 del Evangelio de Mateo ("Y si tu ojo derecho te ofende, sácalo y échalo de ti... y habrá eunucos, que se hicieron eunucos por causa del Reino de los Cielos"). Con el fin de evitar la tentación sexual y seguir siendo santo, se castró a sí mismo con unas tijeras. Luego comió y fue a una reunión de oración antes de buscar ayuda médica.

## Ejército
En abril de 1861, al inicio de la guerra civil, se alistó como privado (voluntario) en la Compañía I de la 12º Milicia del Regimiento de Nueva York. Su comportamiento excéntrico pronto le causó problemas. Llevaba una biblia constantemente y leía pasajes en voz alta con regularidad, organizaba reuniones de oración no autorizadas y discutía con sus oficiales superiores porque al proferir juramentos, tomaban el nombre de Dios en vano. Fue enviado a la caseta de vigilancia varias veces, pero se negó a disculparse por su insubordinación. Debido a su comportamiento indisciplinado y negativa a recibir órdenes, Corbett fue juzgado y condenado al fusilamiento. Finalmente, la sentencia fue conmutada y dado de alta en agosto de 1863.
Corbett volvió a alistarse ese mismo mes en la Compañía L, 16º Regimiento de Caballería de Nueva York. El 24 de junio de 1864 fue capturado por hombres del coronel confederado John S. Mosby en Culpeper, Virginia y trasladado a la prisión de Andersonville durante cinco meses. Fue liberado en un intercambio de presos en noviembre e ingresó en el hospital del ejército en Annapolis, Maryland donde recibió tratamiento por desnutrición, escorbuto y exposición. A su regreso a la compañía, fue ascendido a sargento.

## Captura de John Wilkes Booth
El 24 de abril de 1865, el regimiento de Corbett fue enviado a detener a John Wilkes Booth, el asesino del presidente Abraham Lincoln. El 26 de abril, rodearon a Booth y su cómplice David Herold, en el establo de la granja de Richard Garrett en Virginia. Herold se rindió, pero Booth se negó. Corbett se colocó junto a una grieta grande en la pared del granero. En una entrevista de 1878, afirmó haber visto a Booth apuntar con su carabina lo que le llevó a dispararle con su revólver colt, a pesar de las órdenes del Secretario de Guerra Edwin M. Stanton de capturar a Booth vivo. El teniente Edward P. Doherty, el oficial al cargo de los soldados, declaró que la bala impactó en la parte posterior de la cabeza, aproximadamente una pulgada por debajo del lugar donde el disparo había entrado en la cabeza de Lincoln. Murió dos horas más tarde.
El teniente coronel Everton Conger creyó que Booth se había disparado a sí mismo. Al darse cuenta de que había recibido el disparo de otra persona, Conger y Doherty preguntaron quién había sido y Corbett dio un paso al frente admitiendo ser el tirador. Al preguntarle porqué había violado la orden, Corbett respondió: "La Providencia me dirigió." Fue arrestado de inmediato y Doherty le acompañó al Departamento de Guerra en Washington D. C. para ser juzgado. Al salir, fue aclamado por la multitud mientras se dirigían al estudio de Mathew Brady para tomar su retrato oficial. El gentío le pedía autógrafos y que les contara cómo había disparado al asesino del presidente.
Aunque algunos de los testigos presenciales expresaron sus dudas de que Corbett realmente hubiera disparado, el público en general y la prensa lo consideraron un héroe. Recibió parte de la recompensa así como ofertas por comprar su revólver, pero se negó diciendo "Esto no es mío, pertenece al gobierno, y no lo vendería por ningún precio."

## Años posteriores
Tras ser dado de baja del ejército en agosto de 1865, Corbett regresó a Boston, a su trabajo de sombrerero y sus reuniones en la iglesia de la calle Broomfield. Después se mudó a Danbury, Connecticut y siguió con su oficio y como predicador laico metodista itinerante. Era constantemente despedido porque continuaba con la costumbre de orar a sus compañeros en lugar de trabajar y en un esfuerzo para ganar dinero, decidió explotar su fama como "Vengador de Lincoln". Daba conferencias acompañadas de diapositivas en escuelas dominicales, reuniones femeninas y tiendas, a pesar de su comportamiento cada vez más errático y discursos incoherentes. Algunos que le conocieron hablaron de su creciente paranoia, creyéndose perseguido por agentes del gobierno o que "vengadores de Booth" planeaban matarle, llevando siempre una pistola encima y blandiéndola contra amigos y extraños sospechosos. En 1875 en Cadwell, Ohio la sacó contra varios hombres durante una reunión y fue desalojado. En 1878 compró una parcela en Concordia, Kansas y se construyó una cabaña.
Debido a su fama, Corbett fue nombrado ayudante de portero en la Cámara de Representantes de Topeka, Kansas en enero de 1887. El 15 de febrero, se convenció de que lo estaban discriminando, sacó el arma y comenzó a perseguir a los oficiales fuera del edificio. Nadie resultó herido y fue arrestado y enviado al Asilo de Topeka para enfermos mentales. El 26 de mayo de 1888 huyó a caballo del psiquiátrico. Se dirigió a Neodesha, Kansas donde permaneció brevemente con Richard Thatcher, un hombre que había conocido cuando eran prisioneros de guerra. Cuando se fue, le dijo que se iba a México.
En lugar de México, se cree que Corbett se instaló en una cabaña que se construyó en los bosques cerca de Hinckley, en el condado de Pine, al este de Minnesota. Se cree que murió en el gran incendio de Hinckley el 1 de septiembre de 1894. Aunque no hay pruebas concluyentes, un "Thomas Corbett" aparece en la lista de muertos y desaparecidos.